# Masataka Shimizu
Masataka Shimizu (清水 正孝) était le président directeur général (PDG) de la société japonaise Tepco, quatrième producteur mondial d'électricité, de 2008 à 2011.
Il est né le 23 juin 1944 dans la préfecture de Kanagawa, et sort diplômé de l'Université Keiō en 1968.

## Biographie
Il est nommé responsable des affaires générales à la centrale nucléaire de Fukushima Daini en 1983, puis PDG de Tepco de juin 2008 à mai 2011, date à laquelle Tepco a annoncé le remplacement de son PDG par son directeur général Toshio Nishizawa.
À la suite des accidents nucléaires de Fukushima, Masataka Shimizu est resté enfermé dans son quartier général à partir du 13 mars 2011, soit deux jours après le séisme de 2011 de la côte Pacifique du Tōhoku. Le 7 avril suivant, le président de TEPCO a repris le travail après un arrêt de travail pour cause de surmenage.
Le 20 mai 2011, Masataka Shimizu démissionne et est remplacé à la tête de Tepco par Toshio Nishizawa, ex-directeur général du groupe Tepco.
Il est également vice-président du Keidanren, le syndicat patronal des entreprises du Japon.